# Tournoi Norway Chess
Le tournoi Norway Chess est un tournoi d'échecs organisé en Norvège, principalement à Stavanger et dans ses environs, chaque année depuis 2013 avec la participation du Norvégien Magnus Carlsen, champion du monde de 2013 à 2023 et numéro un mondial au classement Elo.

## Organisation et règlement
Le tournoi opposait jusqu'en 2019 pendant le printemps dix des meilleurs joueurs mondiaux. En 2020, le tournoi est reporté en octobre ne réunit que six joueurs dans un tournoi à deux tours. En 2021, il a lieu en septembre avec six joueurs.
En 2019, une victoire rapporte deux points. Lorsque les joueurs font nulle, ils gagnent un demi-point et disputent une partie en mort subite (« Armageddon ») qui rapporte un demi-points supplémentaire à un des deux joueurs.
En 2020 et 2021, avec six joueurs, une victoire rapporte trois points. Lorsque les joueurs font nulle, ils gagnent un point et disputent une partie rapide en mort subite (« Armageddon ») qui rapporte un demi-point supplémentaire à un des deux joueurs.
En cas d'ex æquo à la première place, les premiers disputent un match de deux parties en blitz, éventuellement suivi d'une partie rapide de mort subite.

## Participants et sponsors
En 2015, le tournoi faisait partie du Grand Chess Tour et réunit sept des dix meilleurs joueurs mondiaux, ainsi que le Norvégien Jon Ludvig Hammer qui avait remporté le tournoi Scandinavian Masters à Oslo (ex æquo avec Laurent Fressinet).
Le « Norway Chess » se  retire du Grand Chess Tour en 2016 et accueillit un nouveau sponsor : la société Altibox. Le vainqueur des deux premières éditions, Sergueï Kariakine déclina l'invitation au tournoi pour préparer son championnat du monde.
L'édition de juin 2017 accueillait les dix premiers joueurs aux classements mondiaux de décembre 2016 à février 2017 et du classement de mai 2017 : Carlsen, So, Caruana, Kramnik, Vachier-Lagrave, Nakamura, Anand, Kariakine, Aronian et Giri. Le champion du monde Magnus Carlsen finit à l'avant-dernière place ex æquo avec deux autres joueurs.

## Multiples vainqueurs
Magnus Carlsen a remporté sept fois le tournoi principal (en 2016, 2019, 2020, 2021, 2022, 2024 et 2025) et le tournoi de blitz à trois reprises : en 2014, 2016 et 2017.
Les deux premières éditions (2013 et 2014) du tournoi classique (parties longues) ont été remportées par Sergueï Kariakine devant Magnus Carlsen.

## Palmarès

### Tournoi classique
En 2018, Ding Liren eut un accident et se retira du tournoi après trois rondes (ses trois parties nulles ne furent pas comptées dans les résultats du tournoi).
| Édition Année | Édition Année | Joueurs | Dates            | Vainqueur                   | Deuxième(s)                                                | Troisième                     | Quatrième(s)                                    | Notes                                                   |
| ------------- | ------------- | ------- | ---------------- | --------------------------- | ---------------------------------------------------------- | ----------------------------- | ----------------------------------------------- | ------------------------------------------------------- |
| 1             | 2013          | 10      | 7-18 mai         | Sergueï Kariakine (6 / 9)   | Magnus Carlsen 5,5                                         | Hikaru Nakamura 5,5           | Peter Svidler Levon Aronian Viswanathan Anand 5 |                                                         |
| 2             | 2014          | 10      | 2-13 juin        | Sergueï Kariakine (6 /9)    | Magnus Carlsen 5,5                                         | Aleksandr Grichtchouk 5       | Fabiano Caruana Veselin Topalov 4,5             |                                                         |
| 3             | 2015          | 10      | 15-26 juin       | Veselin Topalov (6,5 / 9)   | Viswanathan Anand 6                                        | Hikaru Nakamura 6             | Anish Giri 5,5                                  | 5e-6e : Caruana et Vachier-Lagrave Carlsen finit 7e-8e. |
| 4             | 2016          | 10      | 18-30 avril      | Magnus Carlsen (6 / 9)      | Levon Aronian 5                                            | Maxime Vachier-Lagrave 4,5    | Veselin Topalov Vladimir Kramnik 4,5            |                                                         |
| 5             | 2017          | 10      | 5-17 juin        | Levon Aronian (6 / 9)       | Vladimir Kramnik Hikaru Nakamura 5                         |                               | Wesley So Fabiano Caruana Anish Giri 4,5        | Carlsen finit 7e-9e.                                    |
| 6             | 2018          | 9       | 27 mai - 8 juin  | Fabiano Caruana (5 / 8)     | Hikaru Nakamura Magnus Carlsen Viswanathan Anand (4,5 / 8) |                               |                                                 | 5e-6e : So et Aronian (4 / 8)                           |
| 7             | 2019          | 10      | 4-15 juin        | Magnus Carlsen (13,5 / 18)  | Levon Aronian Yu Yangyi (10,5 / 18)                        |                               | Fabiano Caruana Wesley So (10 / 18)             | 6e : Ding Liren (8 / 18)                                |
| 8             | 2020          | 6       | 5-16 octobre     | Magnus Carlsen (19,5 / 30)  | Alireza Firouzja (18,5 / 30)                               | Levon Aronian (17,5 / 30)     | Fabiano Caruana (15,5 / 30)                     | 5e : Jan-Krzysztof Duda 6e : Aryan Tari                 |
| 9             | 2021          | 6       | 7-18 septembre   | Magnus Carlsen (19,5 / 30)  | Alireza Firouzja (18 / 30)                                 | Richárd Rapport (16,5 / 30)   | Ian Nepomniachtchi (12 / 30)                    | 5e : Sergueï Kariakine 6e : Aryan Tari                  |
| 10            | 2022          | 10      | 31 mai - 10 juin | Magnus Carlsen (16,5 / 27)  | Shakhriyar Mamedyarov (15,5 / 27)                          | Viswanathan Anand (14,5 / 27) | Maxime Vachier-Lagrave (14 / 27)                | 5e : Wesley So (12,5 / 27)                              |
| 11            | 2023          | 10      | 30 mai - 9 juin  | Hikaru Nakamura (16,5 / 27) | Fabiano Caruana (16 / 27)                                  | Dommaraju Gukesh (14,5 / 27)  | Anish Giri (13 / 27)                            | 5e : Wesley So 6e : Magnus Carlsen                      |
| 12            | 2024          | 6       | 29 mai - 7 juin  | Magnus Carlsen (17,5 / 30)  | Hikaru Nakamura (15,5 / 30)                                | Praggnanandhaa R (14,5 / 30)  | Alireza Firouzja (13,5 / 30)                    | 5e : Fabiano Caruana 6e : Ding Liren                    |
| 13            | 2025          | 6       | 26 mai - 6 juin  | Magnus Carlsen (16 / 30)    | Fabiano Caruana (15,5 / 30)                                | Gukesh D (14,5 / 30)          | Hikaru Nakamura (13,5 / 30)                     | 5e : Arjun Erigaisi 6e : Wei Yi                         |

### Tournoi préliminaire en blitz
| Édition Année | Édition Année | Date     | Vainqueur              | Points (/ 9) | Deuxième(s)                                        | Troisième(s)                                         | Quatrième(s)                                |
| ------------- | ------------- | -------- | ---------------------- | ------------ | -------------------------------------------------- | ---------------------------------------------------- | ------------------------------------------- |
| 1             | 2013          | 7 mai    | Sergueï Kariakine      | 6,5          | Magnus Carlsen Viswanathan Anand Hikaru Nakamura 6 |                                                      |                                             |
| 2             | 2014          | 2 juin   | Magnus Carlsen         | 7,5          | Levon Aronian 6,5                                  | Sergueï Kariakine Aleksandr Grichtchouk 5,5          |                                             |
| 3             | 2015          | 15 juin  | Maxime Vachier-Lagrave | 6,5          | Hikaru Nakamura 6                                  | Magnus Carlsen Viswanathan Anand Anish Giri 5,5      |                                             |
| 4             | 2016          | 18 avril | Magnus Carlsen         | 7,5          | Anish Giri 6,5                                     | Maxime Vachier-Lagrave Vladimir Kramnik 6            |                                             |
| 5             | 2017          | 5 juin   | Magnus Carlsen         | 7,5          | Hikaru Nakamura Levon ARonian 5,5                  |                                                      | Maxime Vachier-Lagrave Vladimir Kramnik 5   |
| 6             | 2018          | 27 mai   | Wesley So              | 6            | Hikaru Nakamura Viswanathan Anand 5,5              |                                                      | Magnus Carlsen 5                            |
| 7             | 2019          | 4 juin   | Maxime Vachier-Lagrave | 7,5          | Magnus Carlsen Levon Aronian 6                     |                                                      | Shakhriyar Mamedyarov 5                     |
| 10            | 2022          | 30 mai   | Wesley So              | 6,5          | Magnus Carlsen 5,5                                 | Viswanathan Anand Anish Giri Shakhriyar Mamedyarov 5 |                                             |
| 11            | 2023          | 29 mai   | Nodirbek Abdusattorov  | 6            | Alireza Firouzja Shakhriyar Mamedyarov 5,5         |                                                      | Hikaru Nakamura Wesley So Fabiano Caruana 5 |

## Norway Chess 2013
La première édition du Norway Chess s'est déroulée du 7 au 18 mai 2013 dans diverses localités de la région de Stavanger en Norvège. Les matchs étaient streamés et commentés par Dirk Jan ten Geuzendam et Simen Agdestein
Le tournoi était supporté par des entreprises locales ainsi que par la municipalité de Stavanger, le comté de Rogaland et un budget d'environ 672 000 € (5 millions de couronnes norvégiennes) afin de couvrir les coûts de fonctionnement et d'attribuer les prix aux joueurs.
En parallèle se sont tenus des tournois pour les jeunes ainsi qu'un open international, le Stavanger Open NGP 2013, doté de 5000 € de prix.
D'abord au rang des participants Kramnik se désiste et est remplacé par Peter Svidler.

### Tournoi 2013
Les résultats sont les suivants : 
| Rang | Joueur            | Fédération  | Classement Elo | 1 | 2 | 3 | 4 | 5 | 6 | 7 | 8 | 9 | 10 | Points | SB    |
| ---- | ----------------- | ----------- | -------------- | - | - | - | - | - | - | - | - | - | -- | ------ | ----- |
| 1    | Sergey Karjakin   | Russie      | 2767           | X | 0 | 1 | 0 | 1 | ½ | 1 | ½ | 1 | 1  | 6      | 24.00 |
| 2    | Magnus Carlsen    | Norvège     | 2868           | 1 | X | ½ | ½ | ½ | ½ | 0 | ½ | 1 | 1  | 5.5    | 22.75 |
| 3    | Hikaru Nakamura   | États-Unis  | 2775           | 0 | ½ | X | ½ | 0 | 1 | 1 | ½ | 1 | 1  | 5.5    | 21.25 |
| 4    | Peter Svidler     | Russie      | 2769           | 1 | ½ | ½ | X | ½ | ½ | 0 | ½ | ½ | 1  | 5      | 21.50 |
| 5    | Levon Aronian     | Arménie     | 2813           | 0 | ½ | 1 | ½ | X | ½ | ½ | ½ | ½ | 1  | 5      | 20.50 |
| 6    | Viswanathan Anand | Inde        | 2783           | ½ | ½ | 0 | ½ | ½ | X | 0 | 1 | 1 | 1  | 5      | 19.25 |
| 7    | Wang Hao          | Chine       | 2743           | 0 | 1 | 0 | 1 | ½ | 1 | X | ½ | ½ | 0  | 4.5    | 21.50 |
| 8    | Veselin Topalov   | Bulgarie    | 2793           | ½ | ½ | ½ | ½ | ½ | 0 | ½ | X | ½ | ½  | 4      | 18.00 |
| 9    | Teimour Radjabov  | Azerbaïdjan | 2745           | 0 | 0 | 0 | ½ | ½ | 0 | ½ | ½ | X | 1  | 3      | 10.75 |
| 10   | Jon Ludvig Hammer | Norvège     | 2608           | 0 | 0 | 0 | 0 | 0 | 0 | 1 | ½ | 0 | X  | 1.5    | 6.50  |
Les départages étaient le Sonneborn-Berger, le plus de victoires, le plus de victoires avec les Noirs.

### Tournoi de blitz préliminaire de 2013
Le tournoi de blitz préliminaire de 2013 donnait le droit au joueur de déterminer le numéro d'appariement ce qui importe dans la mesure où le premier départage du tournoi classique est le plus grand nombre de victoires avec les pièces noires. Le vainqueur du tournoi de blitz peut donc choisir d'avoir plus de fois les Noirs que les Blancs. Sergey Karjakin a choisi le cinquième. La cadence était de 4 minutes + 2 secondes/coup.
| Rang | Joueur            | Fédération  | Classement Elo (blitz) | 1 | 2 | 3 | 4 | 5 | 6 | 7 | 8 | 9 | 10 | Points |
| ---- | ----------------- | ----------- | ---------------------- | - | - | - | - | - | - | - | - | - | -- | ------ |
| 1    | Sergey Karjakin   | Russie      | 2873                   | X | 1 | 0 | 1 | 0 | 1 | 1 | 1 | ½ | 1  | 6.5    |
| 2    | Magnus Carlsen    | Norvège     | 2856                   | 0 | X | ½ | 1 | 1 | 0 | 1 | ½ | 1 | 1  | 6      |
| 3    | Viswanathan Anand | Inde        | 2783                   | 1 | ½ | X | 0 | 1 | 1 | 0 | 1 | 1 | ½  | 6      |
| 4    | Hikaru Nakamura   | États-Unis  | 2844                   | 0 | 0 | 1 | X | ½ | ½ | 1 | 1 | 1 | 1  | 6      |
| 5    | Peter Svidler     | Russie      | 2757                   | 1 | 0 | 0 | ½ | X | 1 | 1 | 0 | 1 | 1  | 5.5    |
| 6    | Teimour Radjabov  | Azerbaïdjan | 2755                   | 0 | 1 | 0 | ½ | 0 | X | ½ | 1 | 1 | 1  | 5      |
| 7    | Jon Ludvig Hammer | Norvège     | 2608                   | 0 | 0 | 1 | 0 | 0 | ½ | X | 1 | ½ | ½  | 3.5    |
| 8    | Wang Hao          | Chine       | 2698                   | 0 | ½ | 0 | 0 | 1 | 0 | 0 | X | ½ | 1  | 3      |
| 9    | Levon Aronian     | Arménie     | 2817                   | ½ | 0 | 0 | 0 | 0 | 0 | ½ | ½ | X | 1  | 2.5    |
| 10   | Veselin Topalov   | Bulgarie    | 2666                   | 0 | 0 | ½ | 0 | 0 | 0 | 0 | ½ | 0 | X  | 1      |
Les places 2, 3 et 4 ont été déterminées au tie-break par le nombre de victoires avec les Noirs.

## Norway Chess 2014
L'édition de 2014 s'est déroulée du 2 au 13 juin 2014 à Stavanger. Comme tous les ans, les lieux de tournois sont différents afin de promouvoir la région.
Les dix participants étaient Magnus Carlsen, Levon Aronian, Vladimir Kramnik, Veselin Topalov, Fabiano Caruana, Alexander Grischuk, Sergey Karjakin, Peter Svidler, Anish Giri et Simen Agdestein, ce dernier qualifié en battant Jon Ludvig Hammer lors d'un match
Les commentateurs étaient Dirk Jan ten Geuzendam et Nigel Short rejoints le 6 juin par Garry Kasparov

### Tournoi 2014
Les parties se jouaient à la cadence de 2 heures pour 40 coups + 60 minutes pour 20 coups + 15 minutes pour le reste de la partie, avec un ajout de 30 secondes par coup à partir du 61e coup. La règle de Sofia était appliquée et les départages étaient le Sonneborn-Berger puis le nombre de victoires et enfin le nombre de victoires avec les Noirs. Les résultats sont les suivants : 
| Rang | Joueur             | Fédération | Classement Elo | 1 | 2 | 3 | 4 | 5 | 6 | 7 | 8 | 9 | 10 | Points |       |
| ---- | ------------------ | ---------- | -------------- | - | - | - | - | - | - | - | - | - | -- | ------ | ----- |
| 1    | Sergey Karjakin    | Russie     | 2771           | X | ½ | 1 | 1 | ½ | 0 | ½ | 1 | 1 | ½  | 6      | 26.25 |
| 2    | Magnus Carlsen     | Norvège    | 2881           | ½ | X | ½ | ½ | ½ | 1 | ½ | ½ | ½ | 1  | 5.5    | 23.50 |
| 3    | Alexander Grischuk | Russie     | 2792           | 0 | ½ | X | 0 | 1 | 1 | ½ | ½ | 1 | ½  | 5      | 21.00 |
| 4    | Fabiano Caruana    | Italie     | 2791           | 0 | ½ | 1 | X | ½ | ½ | 1 | ½ | 0 | ½  | 4.5    | 19.75 |
| 5    | Veselin Topalov    | Bulgarie   | 2772           | ½ | ½ | 0 | ½ | X | ½ | ½ | 0 | 1 | 1  | 4.5    | 19.50 |
| 6    | Levon Aronian      | Arménie    | 2815           | 1 | 0 | 0 | ½ | ½ | X | ½ | ½ | ½ | ½  | 4      | 18.25 |
| 7    | Peter Svidler      | Russie     | 2753           | ½ | ½ | ½ | 0 | ½ | ½ | X | ½ | ½ | ½  | 4      | 18.25 |
| 8    | Anish Giri         | Pays-Bas   | 2752           | 0 | ½ | ½ | ½ | 1 | ½ | ½ | X | 0 | ½  | 4      | 17.75 |
| 9    | Vladimir Kramnik   | Russie     | 2783           | 0 | ½ | 0 | 1 | 0 | ½ | ½ | 1 | X | ½  | 4      | 17.00 |
| 10   | Simen Agdestein    | Norvège    | 2628           | ½ | 0 | ½ | ½ | 0 | ½ | ½ | ½ | ½ | X  | 3.5    | 15.75 |

### Tournoi de blitz préliminaire de 2014
Le Blitz préliminaire a eu lieu le 2 mai. Le tournoi détermine l'ordre choisi par les participants.
| Rang | Joueur             | Fédération | Classement Elo (blitz) | 1 | 2 | 3 | 4 | 5 | 6 | 7 | 8 | 9 | 10 | Points |
| ---- | ------------------ | ---------- | ---------------------- | - | - | - | - | - | - | - | - | - | -- | ------ |
| 1    | Magnus Carlsen     | Norvège    | 2837                   | X | ½ | 1 | ½ | 1 | 1 | ½ | 1 | 1 | 1  | 7.5    |
| 2    | Levon Aronian      | Arménie    | 2863                   | ½ | X | 0 | ½ | 1 | 1 | 1 | ½ | 1 | 1  | 6.5    |
| 3    | Sergey Karjakin    | Russie     | 2866                   | 0 | 1 | X | 0 | ½ | 0 | 1 | 1 | 1 | 1  | 5.5    |
| 4    | Alexander Grischuk | Russie     | 2801                   | ½ | ½ | 1 | X | ½ | 0 | 1 | 1 | ½ | ½  | 5.5    |
| 5    | Peter Svidler      | Russie     | 2757                   | 0 | 0 | ½ | ½ | X | 1 | 0 | 1 | 1 | 1  | 5      |
| 6    | Anish Giri         | Pays-Bas   | 2755                   | 0 | 0 | 1 | 1 | 0 | X | 1 | 0 | ½ | 1  | 4.5    |
| 7    | Vladimir Kramnik   | Russie     | 2782                   | ½ | 0 | 0 | 0 | 1 | 0 | X | ½ | ½ | 1  | 3.5    |
| 8    | Fabiano Caruana    | Italie     | 2697                   | 0 | ½ | 0 | 0 | 0 | 1 | ½ | X | ½ | 1  | 3.5    |
| 9    | Veselin Topalov    | Bulgarie   | 2666                   | 0 | 0 | 0 | ½ | 0 | ½ | ½ | ½ | X | 0  | 2      |
| 10   | Simen Agdestein    | Norvège    | 2577                   | 0 | 0 | 0 | ½ | 0 | 0 | 0 | 0 | 1 | X  | 1.5    |

## Norway Chess 2015
Cette troisième édition a eu lieu du 15 au 26 avril 2015  à Stavanger à l'Hotel Scandic Stavanger Forusen en Norvège. Il s'agissait d'un des plus forts tournois d'Échecs du monde.
Les partiçipants étaient Magnus Carlsen, Viswanathan Anand, Levon Aronian, Veselin Topalov, Hikaru Nakamura, Fabiano Caruana, Alexander Grischuk, Anish Giri, Maxime Vachier-Lagrave, et Jon Ludvig Hammer. Ce dernier était invité pour sa victoire (au départage) lors du tournoi international EnterCard Scandinavian Masters ayant eu lieu entre les 10 et 15 mai à Oslo.
Le Norway Chess 2015 était l'un des tournois du tout nouveau Grand Chess Tour qui incluent la Coupe Sinquefield et le London Chess Classic.
Parallèlement un tournoi des écoles a eu lieu afin de développer les Échecs auprès de la jeune génération.

### Résultats du tournoi 2015
Le tournoi se jouait en neuf rondes à la cadence de 2h00 pour 40 coups + 60 minutes pour le reste de la partie, avec un ajout de 30 secondes par coup à partir du 41e coup. La règle de Sofia était appliquée.
Les résultats sont les  suivants : 
| Rang | Joueur                 | Fédération | Classement Elo | 1 | 2 | 3 | 4 | 5 | 6 | 7 | 8 | 9 | 10 | Points | Performance Elo |
| ---- | ---------------------- | ---------- | -------------- | - | - | - | - | - | - | - | - | - | -- | ------ | --------------- |
| 1    | Veselin Topalov        | Bulgarie   | 2798           | X | ½ | ½ | 0 | ½ | 1 | 1 | 1 | 1 | 1  | 6.5    | 2946            |
| 2    | Viswanathan Anand      | Inde       | 2804           | ½ | X | ½ | ½ | ½ | 1 | 1 | ½ | ½ | 1  | 6.0    | 2899            |
| 3    | Hikaru Nakamura        | États-Unis | 2802           | ½ | ½ | X | ½ | 1 | ½ | ½ | ½ | 1 | 1  | 6.0    | 2900            |
| 4    | Anish Giri             | Pays-Bas   | 2773           | 1 | ½ | ½ | X | ½ | ½ | ½ | 1 | ½ | ½  | 5.5    | 2861            |
| 5    | Fabiano Caruana        | Italie     | 2805           | ½ | ½ | 0 | ½ | X | ½ | 1 | ½ | 0 | ½  | 4.0    | 2741            |
| 6    | Maxime Vachier-Lagrave | France     | 2723           | 0 | 0 | ½ | ½ | ½ | X | ½ | ½ | 1 | ½  | 4.0    | 2749            |
| 7    | Magnus Carlsen         | Norvège    | 2876           | 0 | 0 | ½ | ½ | 0 | ½ | X | 1 | 1 | 0  | 3.5    | 2693            |
| 8    | Alexander Grischuk     | Russie     | 2781           | 0 | ½ | ½ | 0 | ½ | ½ | 0 | X | ½ | 1  | 3.5    | 2704            |
| 9    | Levon Aronian          | Arménie    | 2780           | 0 | ½ | 0 | ½ | 1 | 0 | 0 | ½ | X | ½  | 3.0    | 2662            |
| 10   | Jon Ludvig Hammer      | Norvège    | 2677           | 0 | 0 | 0 | ½ | ½ | ½ | 1 | 0 | ½ | X  | 3.0    | 2674            |

### Tournoi de blitz préliminaire de 2015
Le 15 avril, sur l'île Flor & Fjære, a eu lieu le blitz préliminaire à la cadence de 4 minutes + 2 secondes et a permis au vainqueur, puis au second etc. de choisir son numéro d'appariement. Les résultats sont les suivants .
| Rang | Joueur                 | Fédération | Classement Elo (blitz) | 1 | 2 | 3 | 4 | 5 | 6 | 7 | 8 | 9 | 10 | Points | Performance Elo |
| ---- | ---------------------- | ---------- | ---------------------- | - | - | - | - | - | - | - | - | - | -- | ------ | --------------- |
| 1    | Maxime Vachier-Lagrave | France     | 2886                   | X | 0 | 1 | 1 | ½ | ½ | 1 | ½ | 1 | 1  | 6.5    | 2941            |
| 2    | Hikaru Nakamura        | États-Unis | 2883                   | 1 | X | 0 | ½ | ½ | 1 | 0 | 1 | 1 | 1  | 6.0    | 2900            |
| 3    | Magnus Carlsen         | Norvège    | 2933                   | 0 | 1 | X | 1 | ½ | ½ | 0 | 1 | ½ | 1  | 5.5    | 2850            |
| 4    | Viswanathan Anand      | Inde       | 2767                   | ½ | ½ | 0 | X | 0 | 1 | 1 | ½ | 1 | 1  | 5.5    | 2868            |
| 5    | Anish Giri             | Pays-Bas   | 2771                   | ½ | ½ | ½ | 1 | X | 0 | ½ | ½ | 1 | 1  | 5,5    | 2868            |
| 6    | Levon Aronian          | Arménie    | 2816                   | 0 | 0 | ½ | 0 | 1 | X | ½ | 1 | 1 | 1  | 5.0    | 2826            |
| 7    | Alexander Grischuk     | Russie     | 2839                   | ½ | 1 | 1 | 0 | ½ | ½ | X | 0 | 0 | ½  | 4      | 2737            |
| 8    | Veselin Topalov        | Bulgarie   | 2641                   | 0 | 0 | 0 | ½ | ½ | 0 | 1 | X | 0 | 1  | 3      | 2677            |
| 9    | Fabiano Caruana        | Italie     | 2679                   | 0 | 0 | ½ | 0 | 0 | 0 | 1 | 1 | X | 0  | 2.5    | 2632            |
| 10   | Jon Ludvig Hammer      | Norvège    | 2648                   | 0 | 0 | 0 | 0 | 0 | 0 | ½ | 0 | 1 | X  | 1.5    | 2528            |

## Altibox Norway Chess 2016
L'Altibox Norway Chess 2016 s'est déroulé du 18 au 30 avril 2016 en Norvège à Stavanger d'abord au Scandic Stavanger Forum puis à partir de la ronde 7 au Stavanger Konserthusn. Pour la première fois c'est Magnus Carlsen qui l'emporte grâce notamment à une victoire contre Pavel Eljanov dans la dernière ronde devant Levon Aronian et Maxime Vachier-Lagrave.
Les joueurs d'abord annoncés étaient Magnus Carlsen, Vladimir Kramnik, Anish Giri, Levon Aronian, Maxime Vachier-Lagrave, Veselin Topalov, Sergey Karjakin, Pavel Eljanov, Pentala Harikrishna ainsi qu'un joueur invité à la suite d'un tour préliminaire (l'Altibox Norway Chess Qualifier) gagné par Nils Grandelius. Mais le 6 avril Karjakin décide de renoncer à y participer afin de mieux se préparer pour le match de championnat du monde contre Magnus Carlsen et est remplacé par Li Chao.
Le chef arbitre est le Norvégien Karl Johan Rist, assisté du Néerlandais Arno Eliens et du Suédois Daniel Johansson.

### Résultats du tournoi 2016
Le tournoi se joue en 9 rondes à la cadence de 100 minutes pour 40 coups + 50 minutes pour 20 coups + 15 minutes pour le reste de la partie, avec un ajout de 30 secondes par coup à partir du 61e coup. La règle de Sofia est appliquée
.
Les résultats sont les suivants : 
| Rang | Joueur                 | Fédération | Classement Elo | 1 | 2 | 3 | 4 | 5 | 6 | 7 | 8 | 9 | 10 | Points | Performance Elo |
| ---- | ---------------------- | ---------- | -------------- | - | - | - | - | - | - | - | - | - | -- | ------ | --------------- |
| 1    | Magnus Carlsen         | Norvège    | 2851           | X | 0 | ½ | ½ | 1 | ½ | 1 | ½ | 1 | 1  | 6      | 2886            |
| 2    | Levon Aronian          | Arménie    | 2786           | 1 | X | ½ | ½ | ½ | ½ | ½ | ½ | 1 | ½  | 5.5    | 2848            |
| 3    | Maxime Vachier-Lagrave | France     | 2792           | ½ | ½ | X | ½ | ½ | ½ | ½ | 1 | ½ | ½  | 5.0    | 2811            |
| 4    | Veselin Topalov        | Bulgarie   | 2780           | ½ | ½ | ½ | X | ½ | ½ | ½ | ½ | ½ | 1  | 5.0    | 2814            |
| 5    | Vladimir Kramnik       | Russie     | 2801           | 0 | ½ | ½ | ½ | X | ½ | 1 | ½ | ½ | 1  | 5.0    | 2809            |
| 6    | Li Chao                | Chine      | 2757           | ½ | ½ | ½ | ½ | ½ | X | 0 | ½ | 1 | ½  | 4.5    | 2771            |
| 7    | Pentala Harikrishna    | Inde       | 2758           | 0 | ½ | ½ | ½ | 0 | 1 | X | 1 | ½ | ½  | 4.0    | 2770            |
| 8    | Anish Giri             | Pays-Bas   | 2793           | ½ | ½ | 0 | ½ | ½ | ½ | 0 | X | 1 | ½  | 4      | 2724            |
| 9    | Pavel Eljanov          | Ukraine    | 2765           | 0 | 0 | ½ | ½ | ½ | 0 | ½ | 0 | X | 1  | 3      | 2645            |
| 10   | Nils Grandelius        | Suède      | 2646           | 0 | ½ | ½ | 0 | 0 | ½ | ½ | ½ | 0 | X  | 2.5    | 2617            |

### Tournoi de blitz préliminaire de 2016
Lundi 18 avril 2016 s'est déroulée une série de blitz déterminant une modalité de l'appariement du tournoi à cadence lente : les 5 premiers au blitz gagnent le droit d'avoir les Blancs une fois de plus dans le tournoi principal. Cette année, Magnus Carlsen, Anish Giri, Maxime Vachier-Lagrave, Vladimir Kramnik et Levon Aronian ont gagné ce droit.
| Rang | Joueur                 | Fédération | Classement Elo (blitz) | 1 | 2 | 3 | 4 | 5 | 6 | 7 | 8 | 9 | 10 | Points | Performance Elo |
| ---- | ---------------------- | ---------- | ---------------------- | - | - | - | - | - | - | - | - | - | -- | ------ | --------------- |
| 1    | Magnus Carlsen         | Norvège    | 2890                   | X | 0 | 1 | 1 | 1 | 1 | 1 | ½ | 1 | 1  | 7.5    | 3040            |
| 2    | Anish Giri             | Pays-Bas   | 2793                   | 1 | X | 0 | ½ | ½ | 1 | ½ | 1 | 1 | 1  | 6.5    | 2933            |
| 3    | Maxime Vachier-Lagrave | France     | 2872                   | 0 | 1 | X | ½ | ½ | 1 | 0 | 1 | 1 | 1  | 6.0    | 2888            |
| 4    | Vladimir Kramnik       | Russie     | 2817                   | 0 | ½ | ½ | X | ½ | 1 | 1 | ½ | 1 | 1  | 6.0    | 2886            |
| 5    | Levon Aronian          | Arménie    | 2814                   | 0 | ½ | ½ | ½ | X | 1 | ½ | ½ | ½ | ½  | 4.5    | 2769            |
| 6    | Pentala Harikrishna    | Inde       | 2774                   | 0 | 0 | 0 | 0 | 0 | X | 1 | 1 | 1 | 1  | 4.5    | 2733            |
| 7    | Veselin Topalov        | Bulgarie   | 2647                   | 0 | ½ | 1 | 0 | ½ | 0 | X | ½ | 0 | ½  | 3.0    | 2652            |
| 8    | Nils Grandelius        | Suède      | 2604                   | ½ | 0 | 0 | ½ | ½ | 0 | ½ | X | ½ | 0  | 2.5    | 2618            |
| 9    | Li Chao                | Chine      | 2633                   | 0 | 0 | 0 | 0 | ½ | 0 | 1 | ½ | X | ½  | 2.5    | 2606            |
| 10   | Pavel Eljanov          | Ukraine    | 2679                   | 0 | 0 | 0 | 0 | ½ | 0 | ½ | 1 | ½ | X  | 2.5    | 2605            |

### Tournoi  de sélection 2016
Un tournoi de qualification a eu lieu du 23 eu 26 mars 2016  dans le cadre du Easter Chess Festival à Fagernes (Oppland) afin de déterminer celui ou celle qui participerait au tournoi principal en plus des 9 autres joueurs annoncés. Ce tournoi consistait en deux tours : l'un à cadence lente de 120 minutes pour 40 coups, puis 30 minutes pour 20 coups, puis 30 minutes pour le reste de la partie avec un incrément de 30 secondes par coup à partir du 41e coup et attribuant respectivement 3-1-0 points pour une victoire - une nulle - une défaite et l'autre à cadence rapide de 5 minutes + 5 secondes par coup attribuant 2-1-0 points. Ce tournoi a été gagné par Nils Grandelius qui a permis à la Suède d'être représentée à un super tournoi, ce qui n'avait plus été réalisé depuis Ulf Andersson, à Tilbourg en 1991.
| Rang | Joueur            | Fédération | Classement Elo | 1 | 2 | 3 | 4 | Points |
| ---- | ----------------- | ---------- | -------------- | - | - | - | - | ------ |
| 1    | Nils Grandelius   | Suède      | 2646           | X | 3 | 1 | 3 | 7      |
| 2    | Jon Ludvig Hammer | Norvège    | 2701           | 0 | X | 3 | 3 | 6      |
| 3    | Hou Yifan         | Chine      | 2667           | 1 | 0 | X | 1 | 2      |
| 4    | Aryan Tari        | Norvège    | 2553           | 0 | 0 | 1 | X | 1      |
| Rang | Joueur            | Fédération | Classement Elo | 1 | 2 | 3 | 4 | Points |
| ---- | ----------------- | ---------- | -------------- | - | - | - | - | ------ |
| 1    | Nils Grandelius   | Suède      | 2646           | X | 2 | 2 | 1 | 5      |
| 2    | Hou Yifan         | Chine      | 2667           | 0 | X | 2 | 2 | 4      |
| 3    | Jon Ludvig Hammer | Norvège    | 2701           | 0 | 0 | X | 2 | 5      |
| 4    | Aryan Tari        | Norvège    | 2553           | 1 | 0 | 0 | X | 1      |
| Rang | Joueur            | Fédération | Classement Elo | Premier tour | Second tour | Total |
| ---- | ----------------- | ---------- | -------------- | ------------ | ----------- | ----- |
| 1    | Nils Grandelius   | Suède      | 2 646          | 7            | 5           | 12    |
| 2    | Jon Ludvig Hammer | Norvège    | 2 701          | 6            | 2           | 8     |
| 3    | Hou Yifan         | Chine      | 2 667          | 2            | 4           | 6     |
| 4    | Aryan Tari        | Norvège    | 2 553          | 1            | 1           | 2     |

## Norway Chess 2023
Le Norway Chess 2023 se déroule du 28 mai au 11 juin 2024 à Stavanger en Norvège. 10 joueurs s'affrontent d'abord dans un tournoi de blitz à la cadence de 3 minutes plus 2 secondes d'incrément par coups. Le résultat de ce tournoi de blitz est utilisé pour définir les appariements du tournoi classique. Lors des parties classiques, les joueurs s'affrontent une fois chacun (9 rondes) à la cadence de 120 minutes pour toute la partie, avec un incrément de 10 secondes à partir du 41e coup. En cas de nulle à l'issue de la partie classique, les joueurs disputent un Armageddon avec 10 minutes pour les blancs contre 7 minutes pour les noirs et la possibilité de faire nulle. Le résultat nulle donne la victoire aux Noirs. Les points attribués sont les suivants, 3 points pour une victoire en classique, 1.5 points pour une victoire à l'Armageddon, 1 point pour une défaite à l'Armageddon et 0 point pour une défaite en classique.

### Tournoi de blitz préliminaire 2023
Nodirbek Abdusattorov remporte le tournoi de blitz. Il aura donc les blancs lors de 5 parties du tournoi classique, tout comme Alireza Firouzja, Shakhriya Mamedyarov, Wesley So et Fabiano Caruana.
|    | Joueur                | Fédération  | Classement Elo | 1 | 2 | 3 | 4 | 5 | 6 | 7 | 8 | 9 | 10 | Points |
| -- | --------------------- | ----------- | -------------- | - | - | - | - | - | - | - | - | - | -- | ------ |
| 1  | Nodirbek Abdusattorov | Ouzbékistan | 2731           | X | ½ | ½ | 0 | 1 | 1 | 0 | 1 | 1 | 1  | 6.0    |
| 2  | Shakhriyar Mamedyarov | Azerbaïdjan | 2738           | ½ | X | 0 | 0 | ½ | 1 | 1 | ½ | 1 | 1  | 5.5    |
| 3  | Alireza Firouzja      | France      | 2785           | ½ | 1 | X | ½ | 0 | 0 | ½ | 1 | 1 | 1  | 5.5    |
| 4  | Hikaru Nakamura       | États-Unis  | 2775           | 1 | 1 | ½ | X | ½ | 0 | 0 | ½ | ½ | 1  | 5.0    |
| 5  | Wesley So             | États-Unis  | 2760           | 0 | ½ | 1 | ½ | X | ½ | ½ | ½ | 1 | ½  | 5.0    |
| 6  | Fabiano Caruana       | États-Unis  | 2764           | 0 | 0 | 1 | 1 | ½ | X | 0 | ½ | 1 | 1  | 5.0    |
| 7  | Magnus Carlsen        | Norvège     | 2853           | 1 | 0 | ½ | 1 | ½ | 1 | X | ½ | 0 | 0  | 4.5    |
| 8  | Anish Giri            | Pays-Bas    | 2768           | 0 | ½ | 0 | ½ | ½ | ½ | ½ | X | 0 | 1  | 3.5    |
| 9  | Dommaraju Gukesh      | Inde        | 2732           | 0 | 0 | 0 | ½ | 0 | 0 | 1 | 1 | X | 0  | 2.5    |
| 10 | Aryan Tari            | Norvège     | 2642           | 0 | 0 | 0 | 0 | ½ | 0 | 1 | 0 | 1 | X  | 2.5    |

### Tournoi classique 2023
Hikaru Nakamura remporte le tournoi classique et 146 000 € en battant lors de la dernière ronde Fabiano Caruana. Le numéro 1 mondial Magnus Carlsen termine le tournoi sans la moindre victoire en parties classiques, pour la première fois (selon le journaliste norvégien Tarjei J. Svensen) depuis le tournoi de Dortmund 2007, soit depuis 72 tournois (individuels ou par équipe) classiques (ce qui exclut le match championnat du monde de 2016 où Carlsen fit match nul en parties classiques contre Caruana). 
|    | Joueur                | Fédération  | Classement Elo | 1  | 2  | 3  | 4  | 5  | 6  | 7  | 8  | 9  | 10 | Points |
| -- | --------------------- | ----------- | -------------- | -- | -- | -- | -- | -- | -- | -- | -- | -- | -- | ------ |
| 1  | Hikaru Nakamura       | États-Unis  | 2775           | X  | 3  | 3  | 1½ | 1  | 1  | 1½ | 1½ | 1  | 3  | 16½    |
| 2  | Fabiano Caruana       | États-Unis  | 2764           | 0  | X  | 1  | 1½ | 1½ | 3  | 0  | 3  | 3  | 3  | 16     |
| 3  | Dommaraju Gukesh      | Inde        | 2732           | 0  | 1½ | X  | 1½ | 1½ | 1  | 1½ | 3  | 1½ | 3  | 14½    |
| 4  | Anish Giri            | Pays-Bas    | 2768           | 1  | 1  | 1  | X  | 1½ | 1  | 1½ | 1½ | 1½ | 3  | 13     |
| 5  | Wesley So             | États-Unis  | 2760           | 1½ | 1  | 1  | 1  | X  | 1  | 1½ | 1  | 3  | 1½ | 12½    |
| 6  | Magnus Carlsen        | Norvège     | 2853           | 1½ | 0  | 1½ | 1½ | 1½ | X  | 1½ | 1½ | 1  | 1½ | 11½    |
| 7  | Shakhriyar Mamedyarov | Azerbaïdjan | 2738           | 1  | 3  | 1  | 1  | 1  | 1  | X  | 0  | 1½ | 1½ | 11     |
| 8  | Alireza Firouzja      | France      | 2785           | 1  | 0  | 0  | 1  | 1½ | 1  | 3  | X  | 3  | 0  | 10½    |
| 9  | Nodirbek Abdusattorov | Ouzbékistan | 2731           | 1½ | 0  | 1  | 1  | 0  | 1½ | 1  | 0  | X  | 3  | 9      |
| 10 | Aryan Tari            | Norvège     | 2642           | 0  | 0  | 0  | 0  | 1  | 1  | 1  | 3  | 0  | X  | 6      |

## Norway Chess 2024
Le Norway Chess 2024 se déroule du 27 mai au 7 juin 2024 à Stavanger en Norvège. Deux tournois à 6 joueurs ont lieu simultanément, un mixte et un féminin avec le même format, les mêmes horaires et les mêmes prix. Les joueurs s'affrontent en partie aller-retour à la cadence de 120 minutes pour toute la partie, avec un incrément de 10 secondes à partir du 41e coup. En cas de nulle à l'issue de la partie classique, les joueurs disputent un Armageddon avec 10 minutes pour les blancs contre 7 minutes pour les noirs et la possibilité de faire nulle. Les points attribués sont les suivants, 3 points pour une victoire en classique, 1.5 points pour une victoire à l'Armageddon, 1 point pour une défaite à l'Armageddon et 0 point pour une défaite en classique.
|   | Joueur           | Fédération | Classement Elo | 1 | 2 | 3 | 4 | 5 | 6 | Points |
| - | ---------------- | ---------- | -------------- | - | - | - | - | - | - | ------ |
| 1 | Magnus Carlsen   | Norvège    | 2830           | X |   |   |   |   |   |        |
| 2 | Fabiano Caruana  | États-Unis | 2805           |   | X |   |   |   |   |        |
| 3 | Hikaru Nakamura  | États-Unis | 2794           |   |   | X |   |   |   |        |
| 4 | Ding Liren       | Chine      | 2762           |   |   |   | X |   |   |        |
| 5 | R Praggnanandhaa | Inde       | 2747           |   |   |   |   | X |   |        |
| 6 | Alireza Firouzja | France     | 2737           |   |   |   |   |   | X |        |
|   | Joueur        | Fédération | Classement Elo | 1 | 2 | 3 | 4 | 5 | 6 | Points |
| - | ------------- | ---------- | -------------- | - | - | - | - | - | - | ------ |
| 1 | Ju Wenjun     | Chine      | 2559           | X |   |   |   |   |   |        |
| 2 | Lei Tingjie   | Chine      | 2548           |   | X |   |   |   |   |        |
| 3 | Koneru Humpy  | Inde       | 2545           |   |   | X |   |   |   |        |
| 4 | Anna Muzychuk | Ukraine    | 2505           |   |   |   | X |   |   |        |
| 5 | Vaishali R    | Inde       | 2489           |   |   |   |   | X |   |        |
| 6 | Pia Cramling  | Suède      | 2449           |   |   |   |   |   | X |        |